# Selbstporträt als Akt
Das Selbstporträt als Akt oder auch nur Aktstudie ist eine Zeichnung von Albrecht Dürer, die zwischen 1500 und 1512 entstand. Das Bild hat eine Größe von 29,2 × 15,4 cm und befindet sich heute im Schlossmuseum in Weimar.

## Bildbeschreibung
Die Zeichnung zeigt den unbekleideten Albrecht Dürer. Dabei handelt es sich um ein Standporträt, wobei der Bereich unterhalb der Knie, der rechte Arm ab dem Ellenbogen sowie der linke Arm ab der Schulter nicht gezeichnet sind. Der gezeichnete Teil des Körpers ist dunkel hinterlegt. Die dargestellte Person schaut den Betrachter direkt an. In der linken oberen Ecke ist das Namenszeichen Dürers abgebildet, wurde dort jedoch nicht von Dürer selbst angebracht. In der linken unteren Ecke befindet sich heute ein Stempel, der das Bild als Teil der Sammlung Grünling ausweist.

## Entstehung
Der genaue Zeitpunkt der Entstehung der Zeichnung ist unbekannt und eine Datierung ziemlich schwierig. Als sicher wird angenommen, dass das Bild zwischen 1500 und 1512 entstanden sein muss, da Dürer die hier angewendete Kombinationstechnik zu dieser Zeit relativ häufig anwendete. Nach Friedrich Winkler ist der dargestellte Dürer deutlich älter als 29 Jahre und jünger als 41, sodass er das Werk ziemlich genau in der Mitte des angegebenen Zeitraums ansiedeln würde.

## Provenienz
Über die Geschichte des Bildes ist nur sehr wenig bekannt. Man weiß anhand des Stempels, dass es sich in der Sammlung Grünling befand, bevor es an den heutigen Besitzer, das Schlossmuseum in Weimar ging. Da die Sammlung Grünling zu einem nicht unbedeutenden Teil aus Beständen der Albertina in Wien stammte, wird hier der Vorbesitzer vermutet.

## Direktverweise
1. ↑  Erwin Pokorny, Professor für Kunstgeschichte an der Universität Wien und Innsbruck